# ماساهیکو سوگیتا
ماساهیکو سوگیتا (ژاپنی: 杉田 真彦؛ زادهٔ ۱۶ ژوئن ۱۹۹۵) یک بازیکن فوتبال اهل ژاپن است.
از باشگاه‌هایی که در آن بازی کرده‌است می‌توان به باشگاه فوتبال فوجی‌ئدا اشاره کرد.